# Wayne Burgess
Wayne Burgess (nascido em 1 de setembro de 1971) é um ex-ciclista sul-africano.

## Carreira
Ele competiu pela Africa do Sul no ciclismo de estrada dos Jogos Olímpicos de Verão de 1992.